# Turnera acaulis
Turnera acaulis är en passionsblomsväxtart som beskrevs av August Heinrich Rudolf Grisebach. Turnera acaulis ingår i släktet Turnera och familjen passionsblomsväxter. Inga underarter finns listade i Catalogue of Life.